# Hyposoter affinis
Hyposoter affinis är en stekelart som först beskrevs av Cresson 1864.  Hyposoter affinis ingår i släktet Hyposoter och familjen brokparasitsteklar. Inga underarter finns listade i Catalogue of Life.